# Sportfreunde 1902 Esslingen
Sportfreunde 1902 Esslingen was een Duitse voetbalclub uit Esslingen am Neckar, Baden-Württemberg. 

## Geschiedenis
De club werd opgericht in 1902. De club was aangesloten bij de Zuid-Duitse voetbalbond en speelde in de Württembergse competitie. In 1931 promoveerde de club voor het eerst naar de hoogste klasse en werd samen met SpVgg 1898 Feuerbach meteen derde, met één punt achterstand op VfB Stuttgart. De club kon niet verdergaan op zijn elan en degradeerde het volgende seizoen. Na dit seizoen werd de competitie geherstructureerd. De Zuid-Duitse bond werd afgeschaft en de Gauliga Württemberg werd de nieuwe hoogste klasse. Esslingen kon na één seizoen promoveren via de eindronde. In het eerste seizoen werd de club vijfde, de volgende jaren ging het langzaam bergaf tot een nieuwe degradatie volgde in 1937/38. Het volgende seizoen plaatste de club zich voor de eindronde om promotie, maar verloor daar alle wedstrijden. Het volgende seizoen ging het de club beter af en er werd een nieuwe promotie afgedwongen. De club kon slechts twee keer gelijk spelen en eindigde op een catastrofale laatste plaats. In 1944/45 werd de competitie om oorlogsredenen opgesplitst in meerdere reeksen waardoor Esslingen opgevist werd bij de elite. Na zeven wedstrijden stond de club op een tweede plaats achter SSV Reutlingen in groep drie, toen de competitie vroegtijdig afgebroken werd.
Na de oorlog speelde de club niet meer op het hoogste niveau. In 1965 fuseerde de club met TSV 1845 Esslingen tot TSF Esslingen.